# Werftenkrise
Als Werftenkrise wird eine Strukturkrise im Bereich des Schiffbaus bezeichnet. Eine solche Krise ist meist mit dem Abbau von Arbeitsplätzen bis hin zur Schließung von ganzen Werften verbunden.
Im Laufe der Geschichte kam es in Deutschland und anderen Teilen der Welt immer wieder zu schweren Werftenkrisen.

## Deutschland
Während des Ersten Weltkrieges (1914–1918) gingen durch Kriegshandlungen und Beschlagnahmung etwa 2,76 Millionen BRT Schiffsraum für das Deutsche Reich verloren. Etwa 800.000 BRT saßen in neutralen Häfen fest; nur 2 Millionen BRT standen danach den deutschen Reedern noch zur Verfügung. Ab Januar 1919 waren alle Schiffe über 1.600 BRT für die Dauer des Waffenstillstandes den Alliierten zur Verfügung zu stellen. Außerdem beschlagnahmten die Siegermächte die Hälfte aller deutschen Schiffe zwischen 1000 und 1600 BRT, ein Viertel aller Fischereifahrzeuge und ein Fünftel aller deutschen Flussschiffe. Die deutsche Handelsflotte hatte bis dahin auf vielen Seerouten eine große Rolle gespielt.
Die deutschen Reeder investierten daraufhin; die Werften produzierten mit voller Kraft. 1922 erreichten die Auslieferungen einen Rekord. Mit dem Zusammenbruch der Währung infolge der Hyperinflation sank die Auslastung der Werften erheblich. Durch Überkapazitäten, Konkurrenzdruck, geringes Betriebskapital und hohe Zinsen kam es zu einer großen Werftenkrise. So sanken beispielsweise die Beschäftigungszahlen bei den Kieler Howaldswerken zwischen 1921 und 1926 um über 90 Prozent.
Eine Folge war die Fusion von acht Werften zur Deutschen Schiff- und Maschinenbau Aktiengesellschaft.

### 1933 bis 1945
Der Rüstungswahn der Nationalsozialisten erzeugte erhebliche volkswirtschaftlich nicht durchfinanzierte Aufblähungen der Werftkapazitäten. Der Zusammenbruch 1945 war gefolgt von der Untersagung des Großschiffbaus bis zum Beitritt in die NATO 1956.

### 1960er bis 1990er Jahre
Zwischen 1962 und 1972 nahm der Seehandel durchschnittlich um 10 Prozent im Jahr zu, die Nachfrage nach Seeschiffen stieg. Allerdings stiegen auch die Schiffbaukapazitäten weltweit, besonders in Asien. Die japanischen Werften hatten ihren Marktanteil 1968 auf über 50 Prozent ausbauen können, auch aufgrund günstiger Preise. Die deutschen Werften hatten dadurch oft das Nachsehen, technische Weiterentwicklungen halfen ihnen aber dabei, Aufträge zu erhalten. Dies erforderte jedoch Investitionen, die nicht jede Werft aufbringen konnte. 1962 ging die Hamburger Schlieker-Werft in Konkurs. In den 1970er Jahren gingen die Auftragszahlen für den Schiffbau weltweit, insbesondere aber in den westlichen Industrienationen, stark zurück. Die Rolandwerft in Bremen ging 1972 in Konkurs, die Deutsche Werft in Hamburg wurde 1973 geschlossen, die schrittweise Zerschlagung, Auflösung und Übernahme von Burmeister & Wain erfolgte im Laufe der 70er Jahre. Ein weiterer Auslöser war die erste Ölkrise 1973/1974. Die Kremer-Werft in Elmshorn ging 1978 in Konkurs. In Asien (Japan, Südkorea, …), wo kostengünstiger produziert werden konnte, war hingegen sogar eine Ausweitung von Werftkapazitäten zu verzeichnen. Auch die zweite Ölkrise (1979/1980) traf die Werftenindustrie hart. 1983 erfolgte die Schließung der Bremer Großwerft AG Weser, 1986 der Büsumer Werft.
Die Krise erreichte ihren Höhepunkt in den späten 1980er Jahren und dauerte bis in die 1990er Jahre an. Nach dem Fall des „Eisernen Vorhangs“ beschleunigte sich die Globalisierung; die Handelsströme und die internationale Arbeitsteilung veränderten sich in schneller Folge.
Weitere bekannte „Opfer“ dieser Krise in Deutschland waren der Bremer Vulkan (Konkurs 1995), Schichau (Konkurs 1996), die Elbewerft Boizenburg (Insolvenz 1997), u. a. Andere entkamen nur knapp dem Untergang, z. B. die Flender-Werke in Lübeck und die Lloyd-Werft in Bremerhaven.
In Deutschland schloss sich an die allgemeine Werftenkrise noch die „Mecklenburger Werftenkrise“ an. Nach der Wiedervereinigung (1990) war für die DDR-Schiffbauunternehmen (Volkswerft Stralsund, Neptun-Werft und Warnow-Werft Rostock, MTW in Wismar, …) der Weg aus der Planwirtschaft in die Privatisierung mit erheblichen Einschnitten verbunden.
Erst Ende der 1990er Jahre verzeichneten viele der noch übriggebliebenen Werften einen deutlichen Aufschwung.

### Ab 2000
Nach der weltweiten Wirtschaftskrise 2009/2010 wurden zunächst kaum neue Aufträge erteilt, da es ein Überangebot von Schiffen gab. Im Sommer 2009 wurde die Werft der Schichau Seebeck Shipyard GmbH geschlossen. Sie hatte im Jahr zuvor noch 320 Beschäftigte.
Große bestehende Werften in Deutschland sind die Meyer Werft in Papenburg (2020: ca. 3600 Beschäftigte), Blohm + Voss, Howaldtswerke-Deutsche Werft in Kiel (jetzt ThyssenKrupp Marine Systems GmbH, 2020: ca. 3600 Beschäftigte), Nordic Yards (2016 aufgegangen in MV Werften) sowie die Lloyd-Werft in Bremerhaven (2018: ca. 320 Beschäftigte). 
Nach Angaben der Gewerkschaft IG Metall gab es im Jahr 2014 knapp 17.900 Vollzeit-Beschäftigte bei den deutschen Werften.
In den 2010er und 2020er Jahren sollen bis zu 5000 Windenergieanlagen in Offshore-Windparks in der Deutschen Bucht entstehen; hunderte weitere zudem vor der britischen, dänischen, niederländischen und belgischen Küste. Eine Studie der Beratungsgesellschaft KPMG (Mai 2011) sah darin eine Riesenchance für die deutschen Werften: Die Offshore-Industrie könnte ihnen innerhalb von acht Jahren Umsätze von bis zu 18 Milliarden Euro bescheren und bis zu 6000 Arbeitsplätze sichern.
Die Werften an Nord- und Ostsee durchlebten in den 2010er Jahren den stärksten Strukturwandel in ihrer Geschichte und suchen nach dem Ende des Containerschiffbaus dringend neue Beschäftigungsfelder.
Der Niedergang setzte sich in Folge der COVID-19-Pandemie auch im Teilmarkt des Passagierschiffbaus fort. Deren Auftraggeber gerieten ebenfalls durch zerstörenden Buchungs- und Passageausfall in eine kritische Lage.

## Vereinigtes Königreich
Bereits im Gefolge der Weltwirtschaftskrise mussten in Großbritannien etliche Unternehmen schließen oder ihre Produktion einstellen. Zu den bekanntesten Beispielen in dieser Epoche gehören die Großwerften Palmers Shipbuilding and Iron Company und William Beardmore and Company.
Im März 1966 beschrieb der Geddes-Report die Situation der britischen Schiffbauindustrie.
1967 führten eine Abwertung des britischen Pfunds und eine Aufwertung der D-Mark dazu, dass internationale Reeder die Auftragsbücher der britischen Reedereien vorübergehend füllten.
Von 1977 bis 1983 existierte die British Shipbuilders Corporation. Diese öffentlich-rechtliche Körperschaft umfasste in dieser Zeit fast alle britische Schiffbauunternehmen sowie die Belfaster Werft Harland & Wolff. Die Regierungszeit der konservativen Partei mit Margaret Thatcher als Premierministerin (1979–1990) zeichnet sich durch eine Phase der Deregulierung mit großen Privatisierungen aus, die auch die Werften betraf.